# Авран
Авран (Gratiola) — рід трав'янистих рослин родини ранникових (Scrophulariaceae). Відомо близько 20 видів, зустрічається в різних частинах земної кулі.

## Опис
Рослин роду авран трав'янисті, однорічні і багаторічні. Стебло голе, листки супротивні цілісні, сидячі або черешкові. Квіти жовтуваті або рожеві, поодинокі, неправильні, у пазухах листків. Плід — коробочка.

## Поширення
Рід зустрічається у лісовій і лісостеповій зонах Північної Америки, Східної Європи, у передгір'ях Кавказу, на південному заході Сибіру. В Україні зростає авран лікарський (Gratiola officinalis). Для зростання потрібні вологі ґрунти: по берегах водойм або низовинах.

## Практичне значення

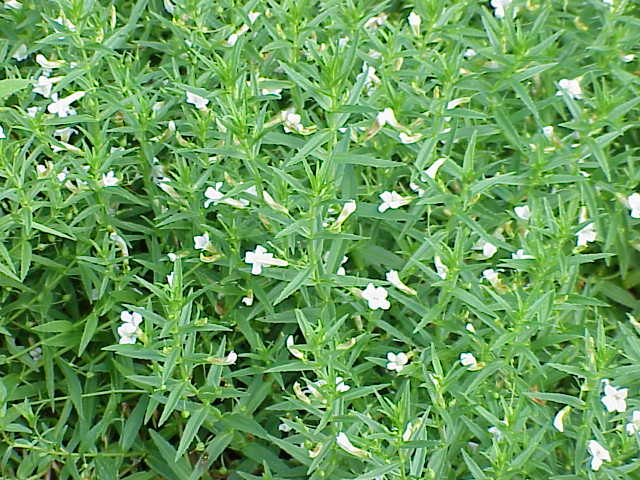
Авран лікарський

У медицині застосовують авран лікарський. Авран — отруйна рослина, знижує якість травостою лук, бо на пасовищах може викликати важкі отруєння коней і великої рогатої худоби.